# Paryż-Nicea 2007
65. edycja wyścigu Paryż-Nicea miała miejsce w dniach 11 do 18 marca 2007 roku. Liczyła ona siedem etapów oraz prolog, łączny dystans do pokonania to 1253,7 km. Do udziału w wyścigu zaproszone zostały drużyna Professional Continental Team Agritubel oraz wszystkie teamy ProTour poza Unibet.com. Team Astana dostał tzw. "dziką kartę". Z tego powodu UCI domagało się odwołania zawodów, co doprowadziło do wycofania wyścigu z cyklu ProTour przez jego organizatora, firmę ASO. W wyniku tego wyścig stał się imprezą narodową, pod patronatem francuskiego związku kolarskiego (FFC). Krótko po tym, UCI zakazało wszystkim drużynom na licencji ProTour i Professional Continental Teams startu w tej imprezie, co spowodowało, że startować mogłyby jedynie drużyny trzeciorzędne. Jednak teamy takie jak T-Mobile, La Française des Jeux, Gerolsteiner, Bouygues Télécom, Rabobank i Cofidis zgłosiły swoje uczestnictwo w "wyścigu po słońce". Dopiero na tydzień przed startem zwaśnione strony doszły do kompromisu, w wyniku którego UCI zniosło zakaz startu dla drużyn "pierwszoligowych". Mimo to, Unibet.com nie dostał zaproszenia na tę imprezę.
Wyścig wygrał młody Hiszpan Alberto Contador, po zaciętej walce o żółtą koszulkę lidera z Davide Rebellinem. Na ostatnich podjazdach Contador nie dał jednak nikomu szansy i triumfował po samotnym finiszu w Nicei. Wygrał również w klasyfikacji młodzieżowej. Jest drugim kolarzem z Hiszpanii (po Miguelu Indurainie), któremu udało się wygrać Wyścig po Słońce.

## Etapy
| Etap   | Data     | Start – Meta                    | km        | Zwycięzca etapu              | Lider             |
| ------ | -------- | ------------------------------- | --------- | ---------------------------- | ----------------- |
| Prolog | 11 marca | Issy-les-Moulineaux             | 4,7 (ITT) | David Millar Wielka Brytania | David Millar      |
| 1.     | 12 marca | Cloyes-sur-le-Loire – Buzancais | 186       | Jean-Patrick Nazon Francja   | David Millar      |
| 2.     | 13 marca | Vatan – Limoges                 | 177       | Franco Pellizotti Włochy     | Franco Pellizotti |
| 3.     | 14 marca | Limoges – Maurs                 | 215       | Aleksander Kołobniew Rosja   | Franco Pellizotti |
| 4.     | 15 marca | Maurs – Mende                   | 171       | Alberto Contador Hiszpania   | Davide Rebellin   |
| 5.     | 16 marca | Sorgues – Manosque              | 178       | Jarosław Popowicz Ukraina    | Davide Rebellin   |
| 6.     | 17 marca | Brignoles – Cannes              | 193       | Luis León Sánchez Hiszpania  | Davide Rebellin   |
| 7.     | 18 marca | Nicea – Nicea                   | 129       | Alberto Contador Hiszpania   | Alberto Contador  |

## Końcowa klasyfikacja generalna
| M-ce | Imię i nazwisko    | Kraj       | Drużyna                        | Czas          |
| ---- | ------------------ | ---------- | ------------------------------ | ------------- |
| 1.   | Alberto Contador   | Hiszpania  | Discovery Channel              | 29h 55min 22s |
| 2.   | Davide Rebellin    | Włochy     | Gerolsteiner                   | + 0.26        |
| 3.   | Luis León Sánchez  | Hiszpania  | Caisse d’Épargne-Illes Balears | + 0.42        |
| 4.   | Tadej Valjavec     | Słowenia   | Lampre-Fondital                | + 0.49        |
| 5.   | Franco Pellizotti  | Włochy     | Liquigas                       | + 0.57        |
| 6.   | David López García | Hiszpania  | Caisse d’Épargne-Illes Balears | + 1.00        |
| 7.   | Cadel Evans        | Australia  | Predictor-Lotto                | + 1.01        |
| 8.   | Fränk Schleck      | Luksemburg | Team CSC                       | + 1.08        |
| 9.   | Samuel Sánchez     | Hiszpania  | Euskaltel-Euskadi              | + 1.12        |
| 10.  | Joaquím Rodríguez  | Hiszpania  | Caisse d’Épargne-Illes Balears | + 1.22        |

## Klasyfikacja drużynowa (TOP 3)
| M-ce | Drużyna                        | Czas          |
| ---- | ------------------------------ | ------------- |
| 1.   | Caisse d’Épargne-Illes Balears | 89h 49min 06s |
| 2.   | Team CSC                       | + 3.50        |
| 3.   | Predictor-Lotto                | + 5.26        |

## Klasyfikacja górska (TOP 3)
| M-ce | Zawodnik         | Kraj              | Drużyna           | Punkty |
| ---- | ---------------- | ----------------- | ----------------- | ------ |
| 1.   | Thomas Voeckler  | Francja           | Bouygues Telecom  | 65     |
| 2.   | Tom Danielson    | Stany Zjednoczone | Discovery Channel | 42     |
| 3.   | Alberto Contador | Hiszpania         | Discovery Channel | 36     |

## Klasyfikacja punktowa (TOP 3)
| M-ce | Zawodnik          | Kraj    | Drużyna          | Punkty |
| ---- | ----------------- | ------- | ---------------- | ------ |
| 1.   | Franco Pellizotti | Włochy  | Liquigas         | 90     |
| 2.   | Jérôme Pineau     | Francja | Bouygues Telecom | 81     |
| 3.   | Davide Rebellin   | Włochy  | Gerolsteiner     | 80     |

## Klasyfikacja młodzieżowa (TOP 3)
| M-ce | Zawodnik          | Kraj       | Drużyna                        | Czas          |
| ---- | ----------------- | ---------- | ------------------------------ | ------------- |
| 1.   | Alberto Contador  | Hiszpania  | Discovery Channel              | 29h 55min 22s |
| 2.   | Luis León Sánchez | Hiszpania  | Caisse d’Épargne-Illes Balears | + 0.42        |
| 3.   | Andy Schleck      | Luksemburg | Team CSC                       | + 2.20        |